# Афтон (Вайоминг)
Афтон (англ. Afton) — город, расположенный в округе Линкольн (штат Вайоминг, США) с населением в 1818 человек по статистическим данным переписи 2000 года.

## География
По данным Бюро переписи населения США Афтон имеет общую площадь в 8,81 квадратных километров, водных ресурсов в черте населённого пункта не имеется.
Афтон расположен на высоте 1902 метра над уровнем моря.
| Показатель              | Янв.  | Фев. | Март | Апр.  | Май   | Июнь | Июль | Авг. | Сен.  | Окт.  | Нояб. | Дек.  | Год   |
| ----------------------- | ----- | ---- | ---- | ----- | ----- | ---- | ---- | ---- | ----- | ----- | ----- | ----- | ----- |
| Абсолютный максимум, °C | 12,2  | 13,3 | 19,4 | 25,5  | 30,5  | 34,4 | 36,1 | 35,5 | 33,8  | 28,3  | 21,1  | 14,4  | 36,1  |
| Средний максимум, °C    | −1,6  | 0,4  | 5,8  | 11,8  | 17,3  | 22,8 | 27,5 | 27,3 | 21,8  | 14,7  | 5,0   | −1,5  | 12,6  |
| Средняя температура, °C | −8,3  | −6,7 | −1,1 | 4,0   | 8,8   | 13,2 | 17,0 | 16,6 | 11,5  | 5,7   | −1,6  | −7,8  | 4,2   |
| Средний минимум, °C     | −15,2 | −14  | −8,1 | −3,6  | 0,3   | 3,6  | 6,5  | 5,9  | 1,3   | −3,2  | −8,3  | −14,3 | −4,1  |
| Абсолютный минимум, °C  | −43,3 | −40  | −30  | −19,4 | −12,7 | −7,2 | −3,3 | −6,1 | −11,6 | −18,8 | −30   | −38,8 | −43,3 |
| Норма осадков, мм       | 32    | 27   | 34   | 38    | 54    | 43   | 36   | 34   | 39    | 38    | 36    | 33    | 448   |
| Источник: NWS           |       |      |      |       |       |      |      |      |       |       |       |       |       |

## Демография
По данным переписи населения 2000 года в Афтоне проживало 1818 человек, 475 семей, насчитывалось 651 домашнее хозяйство и 769 жилых домов. Средняя плотность населения составляла около 205 человек на один квадратный километр. Расовый состав Афтона по данным переписи распределился следующим образом: 97,19 % белых, 0,06 % — чёрных или афроамериканцев, 0,39 % — коренных американцев, 0,06 % — азиатов, 1,38 % — представителей смешанных рас, 0,94 % — других народностей. Испаноговорящие составили 2,81 % от всех жителей города.
Из 651 домашних хозяйств в 38,2 % — воспитывали детей в возрасте до 18 лет, 62,5 % представляли собой совместно проживающие супружеские пары, в 7,7 % семей женщины проживали без мужей, 26,9 % не имели семей. 24,1 % от общего числа семей на момент переписи жили самостоятельно, при этом 9,2 % составили одинокие пожилые люди в возрасте 65 лет и старше. Средний размер домашнего хозяйства составил 2,76 человек, а средний размер семьи — 3,32 человек.
Население города по возрастному диапазону по данным переписи 2000 года распределилось следующим образом: 32,3 % — жители младше 18 лет, 9,7 % — между 18 и 24 годами, 23,6 % — от 25 до 44 лет, 20,5 % — от 45 до 64 лет и 13,9 % — в возрасте 65 лет и старше. Средний возраст жителей составил 33 года. На каждые 100 женщин в Афтоне приходилось 90,4 мужчин, при этом на каждые сто женщин 18 лет и старше приходилось 88,7 мужчин также старше 18 лет.
Средний доход на одно домашнее хозяйство в городе составил 37 292 доллара США, а средний доход на одну семью — 43 400 долларов. При этом мужчины имели средний доход в 33 472 доллара США в год против 20 893 доллара среднегодового дохода у женщин. Доход на душу населения в городе составил 16 177 долларов в год. 5,5 % от всего числа семей в округе и 7,6 % от всей численности населения находилось на момент переписи населения за чертой бедности, при этом 9,8 % из них были моложе 18 лет и 5,2 % — в возрасте 65 лет и старше.